# Kameralamt Gundelsheim
Das Kameralamt Gundelsheim war eine Einrichtung des Königreichs Württemberg, die im Amtsbezirk Besitz und Einkommen des Staates verwaltete. Es bestand von 1807 bis 1839. Bis 1811 befand sich der Amtssitz in Heuchlingen und danach in Gundelsheim. Das Kameralamt wurde im Rahmen der Neuordnung der Staatsfinanzverwaltung im Königreich Württemberg geschaffen.

## Geschichte
Gemäß Verordnung vom 7. Juli bzw. 14. Juli 1807 musste das Amt die Patrimonialämter Lobenbach und Oedheim übernehmen.
Durch Anordnung vom 24. April 1808 wurden dem Kameralamt vom aufgelösten Kameralamt Möckmühl einige Orte zugeteilt.
Laut Verordnung vom 26. September 1839 wurde das Kameralamt Gundelsheim aufgelöst und dem Kameralamt Neuenstadt angegliedert.